# Brant Harris
Brant Harris (* 8. Oktober 1989 in Estevan, Saskatchewan) ist ein kanadischer Eishockeyspieler, der seit Juli 2023 beim HC České Budějovice aus der tschechischen Extraliga unter Vertrag steht und dort auf der Position des rechten Flügelstürmers spielt. Zuvor war Harris unter anderem drei Spielzeiten für den HC Slovan Bratislava in der slowakischen Extraliga aktiv, mit dem er im Jahr 2022 die slowakische Meisterschaft gewann.

## Karriere
Harris begann seine Karriere in der Saskatchewan Junior Hockey League (SJHL), wo er zwischen 2007 und 2010 für die Estevan Bruins und Melfort Mustangs spielte. Anschließend wechselte der Stürmer für vier Jahre an die University of Connecticut, wo er parallel zu seinem Studium für die Universitätsmannschaft im Spielbetrieb der National Collegiate Athletic Association (NCAA) aktiv war. Zum Ende der Saison 2013/14 hatte er noch ein kurzes Gastspiel in der American Hockey League (AHL) bei den Bridgeport Sound Tigers.
Nach Beendigung seiner Zeit bei den Junioren verpflichteten ihn im Sommer 2014 die Florida Everblades aus der ECHL. Mit 16 Toren und 27 Assists – insgesamt 43 Punkte – wurde er sechstbester Scorer seines Teams. Während der Saison absolvierte er noch 15 Spiele in der AHL für die Adirondack Flames. Nach weiteren zwei erfolgreichen Spielzeiten und zwei Gastspielen bei den Manitoba Moose und Bridgeport Sound Tigers wechselte er im Sommer 2017 zum EC Red Bull Salzburg nach Österreich.
Bei den Salzburgern war der Kanadier zwei Jahre lang in der Erste Bank Eishockey Liga (EBEL) aktiv. Danach wechselte er zum schwedischen Klub Mora IK in die zweitklassige HockeyAllsvenskan und verbrachte dort die Saison 2019/20. Von dort wechselte Harris im Sommer 2020 zum slowakischen Hauptstadtklub HC Slovan Bratislava, mit dem er während seiner dreijährigen Tätigkeit im Jahr 2022 die slowakische Meisterschaft gewann. Im folgenden Jahr fand er sich im All-Star-Team der slowakischen Extraliga wieder. Zur Saison 2023/24 schloss sich der Stürmer dem HC České Budějovice aus der tschechischen Extraliga an.

## Erfolge und Auszeichnungen
- 2014 Atlantic Hockey Third All-Conference Team
- 2022 Slowakischer Meister mit dem HC Slovan Bratislava
- 2023 All-Star-Team der slowakischen Extraliga

## Karrierestatistik
Stand: Ende der Saison 2023/24
(Legende zur Spielerstatistik: Sp oder GP = absolvierte Spiele; T oder G = erzielte Tore; V oder A = erzielte Assists; Pkt oder Pts = erzielte Scorerpunkte; SM oder PIM = erhaltene Strafminuten; +/− = Plus/Minus-Bilanz; PP = erzielte Überzahltore; SH = erzielte Unterzahltore; GW = erzielte Siegtore; 1 Play-downs/Relegation; Kursiv: Statistik nicht vollständig)